# Чиму
Чиму́ (на кечуа: Chimu) е най-могъщата крайбрежна империя, последната все още независима от инките държава в Перу.
Тази империя била много прочута и също наречена на управляващата я династия. Тя се простирала на повече от 1000 километра по северното крайбрежие на Перу, между Анкон и Тумбес. Тези индианци населявали плодородните речни долини, пръснати в почти мъртвата пустиня край бреговете на океана. Чиму били добри земеделци, изключителни строители на напоителни системи и прочути рибари, но като воини не можели да се мерят с инките. По начина си на живот те се различавали от планинците, по религията също – главен бог при тях била Луната, в нейна чест били издигнати светилища и дори големи пирамиди.
Царство Чиму било богато, имало в изобилие злато и скъпоценни камъни, а занаятчиите и особено златарите били много по-добри майстори от инкските. Заради богатствата си Чиму постепенно изгубили независимостта си в резултат на серия от нашествия и битки с инките по цялото протежение на държавата. Чиму все пак удържали първия удар на инкската армия начело с владетеля си Минчанкаман, но нападателите все пак оплячкосали богатата долина Хекетепеке, след което обърнали посоката на нашествието право на север.